# Holmtjärnet (Södra Finnskoga socken, Värmland, 674330-131448)
Holmtjärnet är en sjö i Torsby kommun i Värmland och ingår i Glommas huvudavrinningsområde.